# António Maria Baptista
António Maria Baptista GCTE • ComA (São João Baptista, Beja, 3 de abril de 1863 — Lisboa, 6 de junho de 1920) foi um político e militar português que se distinguiu nas campanhas coloniais, tendo chegado a presidente do Ministério (primeiro-ministro), falecendo no exercício desse cargo.

## Biografia

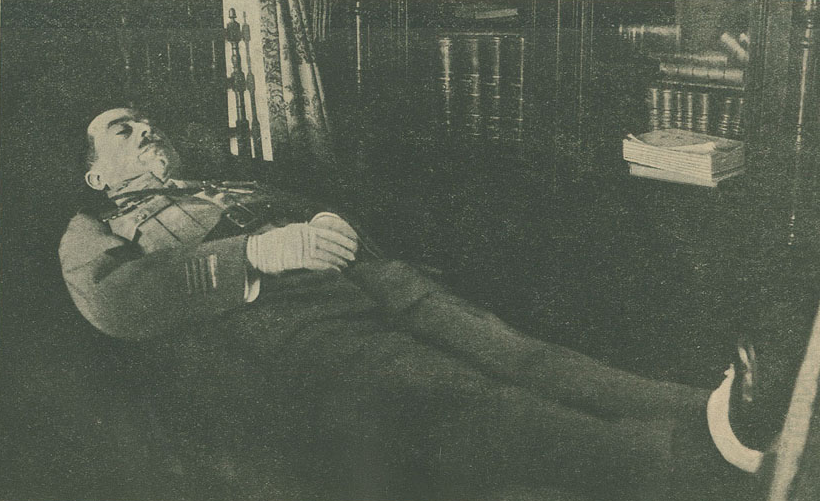
António Maria Baptista no seu leito de morte, no Ministério do Interior

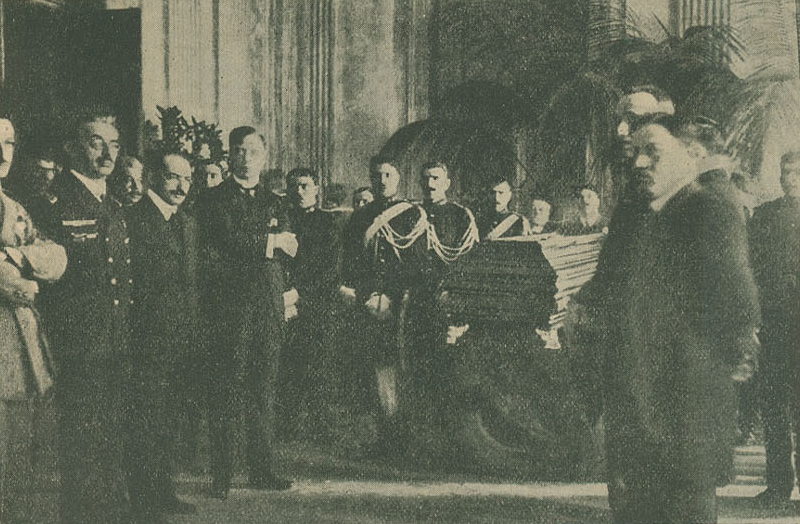
Velório de António Maria Baptista, no Ministério do Interior

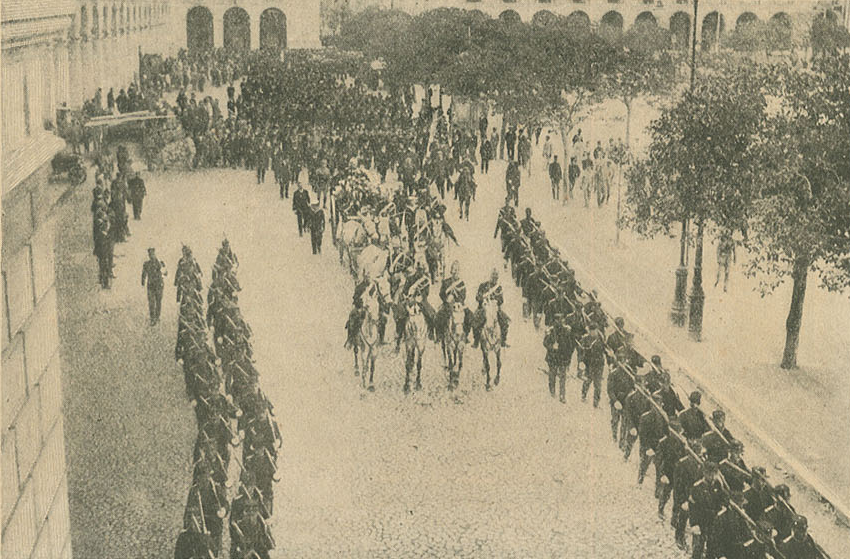
Cortejo Fúnebre de António Maria Baptista, no Terreiro do Paço

António Baptista segue a carreira militar e combate nas campanhas de África, onde enquanto tenente do Exército participa nas campanhas de ocupação de Moçambique e na captura de Gungunhana.
Depois de 1910 assume-se como militante do Partido Democrático. Promovido a Coronel em 1917, também se distinguiu na Primeira Guerra Mundial.
No primeiro governo de Domingos Pereira, em 1919 exerce o cargo de ministro da Guerra. Nesse cargo, teve um importante papel na derrota das tentativas de restauração monárquica, no período da Monarquia do Norte, e na repressão das greves de inspiração anárco-sindicalista que foram então desencadeadas. A 15 de Fevereiro desse ano foi feito Comendador da Ordem Militar de São Bento de Avis.
No ano seguinte será o próprio coronel encarregado de formar governo, após algumas divergências no Partido Democrático, tendo assumido o cargo a 8 de março de 1920.
A 3 de Junho de 1920 foi agraciado com a Grã-Cruz da Antiga e Muito Nobre Ordem Militar da Torre e Espada, do Valor, Lealdade e Mérito. Governando num período de grande instabilidade social e política, morre no exercício do cargo, em 6 de junho de 1920, em pleno conselho de ministros, vítima de uma apoplexia, depois de receber uma carta insultuosa. Foi promovido postumamente a General.
Foi iniciado na Maçonaria, na Loja União Latina com o nome simbólico de Ziska.